# Richard Fanshawe, 1. Baronet

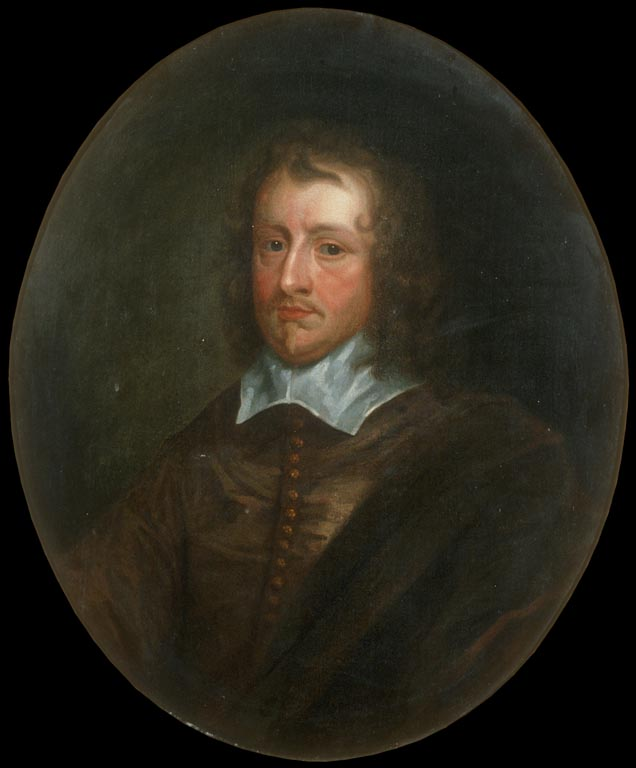
Sir Richard Fanshawe, 1. Baronet

Sir Richard Fanshawe, 1. Baronet (getauft 12. Juni 1608 in Ware, Hertfordshire; † 16. Juni 1666 in Madrid) war ein englischer Dichter, Übersetzer, Diplomat und Politiker, der zu den Cavalier poets gezählt wird.

## Leben
Er war der vierte und jüngeste Sohn von Sir Henry Fanshawe (1569–1616), Gutsherr von Ware Park in Hertfordshire und King’s Remembrancer, aus dessen Ehe mit Elizabeth Smythe. Sein ältester Bruder war Thomas Fanshawe, 1. Viscount Fanshawe (1596–1665). Fanshawe studierte am Jesus College der Universität Cambridge und wurde 1626 als Jurist am Inner Temple aufgenommen. Nach einer Kavalierstour in Europa ging er in den diplomatischen Dienst als Sekretär des britischen Botschafters in Spanien (1635) und ab 1638 als Chargé d´Affaires an der Botschaft.
Im englischen Bürgerkrieg war er auf Seiten der Royalisten. 1644 war er Kriegssekretär des Prince of Wales und wurde nach Spanien geschickt, um Geld für den Krieg zu beschaffen. 1648 bis 1650 war er unter Prinz Rupert Schatzmeister der Königlichen Marine. Am 2. September 1650 wurde er zum Baronet, of Donamore in Ireland, erhoben und wurde danach Staatssekretär von Karl II. in Schottland. 1651 wurde er in der Schlacht von Worcester gefangen genommen. Nach dem Tod von Oliver Cromwell trat er wieder in Paris in den Dienst von Karl II. 1660 wurde er in Breda zum Knight Bachelor geschlagen und war lateinischer Sekretär und Master of Requests von Karl II., als dieser in den Niederlanden war. Ab 1661 war er als Abgeordneter für die Universität Cambridge Mitglied des House of Commons. 1662 bis 1666 war er Botschafter in Portugal und 1664 bis 1666 außerdem Botschafter in Spanien. Er starb 1666 in seinem Haus in Madrid, wurde in Allhallows, Hertfordshire, begraben und später in die Kirche St. Mary´s in Ware umgebettet.
Er übersetzte Il Pastor Fido von Giovanni Battista Guarini (The faithful Shepherd, erschienen 1647, eine zweite Auflage mit weiteren Gedichten und seine Übersetzung des 4. Buchs der Aeneis von Vergil in Spenserstrophen erschien 1648), Horaz (Auswahl, erschienen 1652) und Die Lusiaden von Luís de Camões (die erste englische Übersetzung, sie fand ab 1655 Verbreitung).
Aus seiner 1644 geschlossenen Ehe mit Anne Harrison (1625–1680) hatte er sechs Kinder, von denen ihn nur das jüngste, sein taubstummer Sohn und Erbe Richard (1665–1694), überlebte. Der Baronettitel erlosch schließlich, als dieser im Juli 1694 unverheiratet starb.